# Mimagoniates inequalis
Mimagoniates inequalis – gatunek słodkowodnej ryby z rodziny kąsaczowatych (Characidae).

## Występowanie
Występuje w wodach słodkich Ameryki Południowej. Można ją spotkać w dopływach dolnego biegu rzeki Jacuí oraz nadmorskich strumieniach i bagnach w brazylijskim stanie Rio Grande do Sul; odnotowano ją także w części dorzecza rzeki Urugwaj oraz w dolnym biegu rzeki Parana w Argentynie.

## Morfologia
Osiąga około 3,3 cm długości.